# Graham Webb
Graham Webb (Birmingham, 13 januari 1944 - Eastwood, 28 mei 2017) was een Engelse wielrenner, zowel actief op de baan als op de weg.

## Biografie
In 1967 gingen hij en zijn vrouw in Nederland wonen bij oud-renner Evert Grift. Hij werd dat jaar in Heerlen wereldkampioen op de weg bij de amateurs. Op de wereldkampioenschappen baanwielrennen van dat jaar deed hij mee aan de achtervolging, waarin hij elfde werd.
Het volgende jaar stapte hij over naar de profs. Hij werd ploegmaat van Raymond Poulidor en Jean Stablinski bij Mercier-BP-Hutchinson. Hij won dat jaar enkele criteriums in België. In 1969 reed hij voor het Belgische team Pull Over Centrale-Tasmanie; daarna moest hij om gezondheidsredenen stoppen met wielrennen. 
Hij huwde met een Vlaamse en vestigde zich in de buurt van Gent. Hij had een tijdlang een café en werkte daarna lang als kraanmachinist in een Gentse staalfabriek.
Na zestien jaar niet meer gefietst te hebben ging hij opnieuw rijden op de wielerbaan en in 1988 en 1989 won hij nog vier Belgische titels bij de amateurs.
Wielerploegen van Graham Webb
Bellone · 
Beugels ·
Campaner ·
Cazala ·
Chappe ·
Cools ·
Ducreux ·
Genet ·
Griese ·
Guimard ·
Hiddinga ·
Hoban ·
Kloosterman ·
Labourdette ·
Lancien ·
Lievens ·
Lisarelli ·
Peelman ·
Perin · 
Poulidor ·
Ricci ·
Riotte ·
Robini ·
Seurin ·
Stablinski ·
Stevens ·
Volkaert ·
Webb ·
Wuytack